# Unione dei comuni della Valle del Tempo
L'Unione dei comuni della Valle del Tempo è stata un'unione di comuni della Liguria, nella città metropolitana di Genova, formata dai comuni di Avegno ed Uscio.

## Storia
L'unione è nata con atto costitutivo del 9 dicembre 2014 a seguito del voto unanime dei rispettivi consigli comunali.
L'ente locale aveva sede ad Uscio. Il primo presidente del Consiglio dell'Unione è stato Giuseppe Garbarino.

## Descrizione
L'unione dei comuni comprendeva quella parte più interna del Golfo Paradiso, ed in particolare il territorio attraversato dal torrente Recco. La scelta del nome - "Valle del Tempo" - riprenderebbe idealmente due storiche produzioni artigianali che videro nei secoli protagoniste le comunità di Avegno ed Uscio: la prima attiva nella produzione e fusione di campane; la seconda nella realizzazione di orologi da campanile.
Per convenzione l'unione doveva occuparsi di questi servizi:
- gestione della Protezione civile;
- gestione della Polizia locale;
- gestione dei servizi sociali.

## Amministrazione
| Periodo        | Periodo   | Primo cittadino    | Partito          | Carica                               | Note |
| -------------- | --------- | ------------------ | ---------------- | ------------------------------------ | ---- |
| 22 aprile 2015 | in carica | Giuseppe Garbarino | sindaco di Uscio | presidente del Consiglio dell'Unione |      |